# Nomingia
Nomingia gobiensis
Genre
Espèce
Nomingia est un genre éteint de petits dinosaures à plumes du groupe Oviraptorosauria et de la famille des oviraptoridés, découvert dans des couches géologiques datant de la fin du Crétacé supérieur, dans le désert de Gobi en Mongolie. 
Ce genre de théropodes est représenté par une espèce unique, Nomingia gobiensis.

## Étymologie
Le nom binomial de l'espèce fait référence au « Nomingiin Gobi », une partie du désert de Gobi.

## Datation
Nomingia a été découvert dans des sédiments fluviatiles de grès et siltstones blancs à Bugin Tsav dans le bassin de Nemegt situé dans la partie nord-ouest du désert de Gobi, dans la province d'Ömnögovĭ située dans la partie sud de la Mongolie. Ces séries appartiennent à la formation géologique de Nemegt, datée de la fin du Crétacé supérieur, du Maastrichtien inférieur, soit il y a environ entre 71 et 69 Ma (millions d'années), 3 à 5 Ma seulement avant l'extinction Crétacé-Tertiaire.

## Description

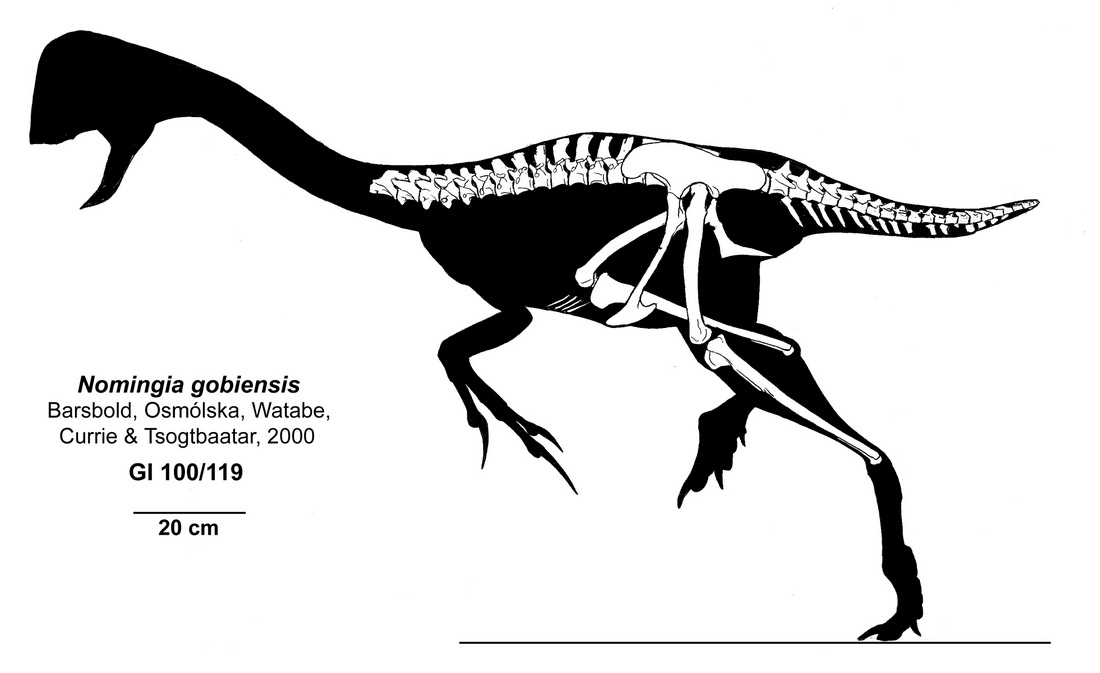
Reconstitution de Nomingia gobiensis avec, en blanc, les os retrouvés.

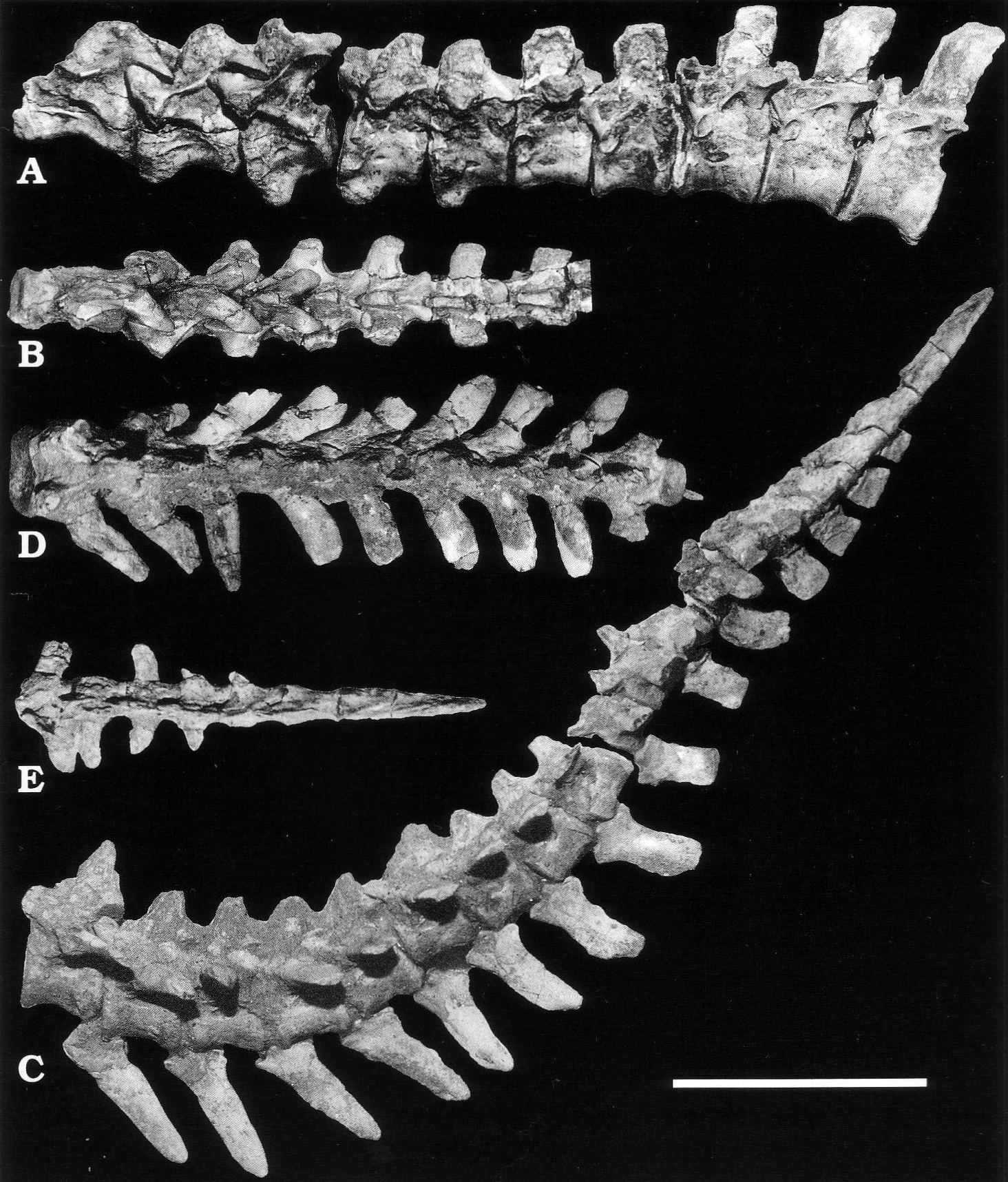
Colonne vertebrale de l'holotype de Nomingia gobiensis.

L'holotype GIN 100/119, est composé de restes fossilisés de la majeure partie de la colonne vertébrale, de la ceinture pelvienne et du tibiotarse gauche.
Nomingia est un oviraptorosaure de taille moyenne, celle-ci étant estimée par Gregory Paul à 1,70 mètre et d'un poids de 20 kg.
Il a pour caractéristique de posséder une structure osseuse de type pygostyle, constituée de cinq vertèbres soudées à l'extrémité de la queue, qui, supposent Barsbold et ses collègues, supportait probablement un éventail de plumes comme pour Caudipteryx. Une telle structure osseuse n'avait été observée que chez les oiseaux avant la découverte de ce fossile.

## Classification
Barsbold et ses collègues ont classé Nomingia dans le groupe des Oviraptorosauria. Sans pouvoir effectuer une attribution formelle à une famille particulière, ils ont noté que certaines caractéristiques anatomiques rapprochent ce dinosaure de Chirostenotes pergracilis, un représentant de la famille Caenagnathidae.
Cette attribution a été remise en cause une quinzaine d'années plus tard dans plusieurs publications à la suite de la description de nouvelles espèces d'Oviraptorosauria : M. C. Lamanna et ses collègues en 2014, Lü et ses collègues en 2015 et Lü et ses collègues en 2016 qui placent dorénavant  Nomingia parmi les parmi les oviraptoridés.
Nomingia y apparaît en position assez basale, en groupe frère avec le genre Yulong.